# Louis Bory
Pour les articles homonymes, voir Bory.
Louis Bory né à La Croix-en-Touraine le 30 août 1819 et mort à Bléré le 7 mars 1899,  est un sculpteur et maçon français.

## Biographie
Louis Bory est né à La Croix-en-Touraine (Indre-et-Loire) où il résidait dans la première moitié du XIXe siècle,. 
Il s'installe ensuite à Bléré où il se marie en 1841.
Il sculpte un fronton représentant Bacchus ainsi qu'une Pietà dans l'église de Bléré . À Athée-sur-Cher, il construit l'autel de la Vierge et le maître-autel de l'église,.